# リュウ・ホセイ
リュウ・ホセイ（Ryu Jose）は、アニメ『機動戦士ガンダム』に登場する架空の人物。
担当声優は飯塚昭三。『THE ORIGIN』では田中美央。

## 劇中での活躍
第2話 - 第21話に登場。地球連邦軍の兵士で、階級は曹長。アルゼンチン系で当時18歳。いかつい顔立ちと恰幅のいい体格を持った温厚な青年。家族をジオン軍の侵攻により亡くしていると言われる（父親は軍人だったとも言われる）。連邦軍に志願入隊して間もなくモビルスーツパイロット候補生としてホワイトベースの乗組員になるが、サイド7へのザク強襲以降は乗組員の中で数少ない正規軍人として（ただし以前の実戦経験は無くシミュレーションのみで、ブライトには「アムロと同じ」と言われている）、コア・ファイターでの戦闘支援や他のパイロットを気遣うなど面倒見の良い一面も見せる。ホワイトベースが地球に降りてからはガンタンクの操縦手としてハヤト・コバヤシと共に出撃する。戦闘の指揮を執るブライト・ノアとは異なる形で、艦内の統制をするサブリーダー的な役割を担う。富野由悠季によれば「リュウは無趣味な人でして、軍人にしかなれない人」とのこと。
リュウは同じ職業軍人という立場でブライトの良き相談役となり、パイロットとしてはアムロ達の良き理解者として、持ち前の包容力でそれぞれの立場を慮りながらときには優しく諭し、時には厳しく叱りながら接する。成り行きから最新兵器ガンダムのパイロットになった重責と絶え間なく襲い来る戦闘のプレッシャーから憔悴するアムロや、一士官候補生から一転ホワイトベースの指揮を担うことになったブライト、そして突然戦争の真っ只中に放り込まれてしまったカイ・シデンやハヤトといった面々はその立場の違いからぶつかることが多く、日々ストレスを募らせており、アムロが一時的にホワイトベースを脱走したきっかけもブライトがアムロをガンダムから降ろしてリュウを正パイロットに据えようとしたためであるが、そのたびにリュウは仲間達の心を繋ぐと共に彼らの心の痞えを受け止める緩衝材的な役割を担う。
ランバ・ラル隊がホワイトベースに白兵戦を仕掛けてくる第20話にて、艦内の銃撃戦でランバ・ラルを負傷させるも、自身も銃弾を受け、重傷を負う。そして、クラウレ・ハモン率いるランバ・ラル隊の生き残りが再び攻撃を仕掛けてきた第21話において、マシントラブルで移動不能になっていたガンタンクに重い怪我を押してジープで近づき、操縦手のジョブ・ジョンを押しのけ内蔵されていたコア・ファイターに乗り、ガンダムの真後ろに肉薄し、止めを刺さんとするハモンの乗るマゼラトップに特攻、彼女もろとも戦死する。ただし、特攻の意図を口や表情に出したり、ハモンを狙って突っ込むなどの意図的な特攻である事を示す直接的な描写はない。戦死後、二階級特進で中尉（劇場版『哀・戦士編』では死後3階級昇進で大尉）に任命されている。
彼の捨て身の行動により、ホワイトベースおよびガンダムは辛くも難を逃れるが、それまで乗組員のまとめ役ともなっていた彼を失った代償は大きく、乗組員達は悲しみに暮れる。ブライトでさえ四つん這いになって大泣きするほど、彼の存在は大きかった。しかし、その死はクルーが結束をより固くしていく上での大いなる転機となる。
劇場版『哀・戦士編』では時系列がテレビ版と異なり、黒い三連星との戦闘後にハモンらとの戦いとなっている事情から彼の戦死後の描写はテレビ版に比較すると軽く流されており、ガンタンクのコア・ファイターへの搭乗を許したハヤトをアムロが責めて殴り合いになったのをセイラ・マスが「死んだ人は生き返りはしない」と諌める形になっている。その後にホワイトベースのクルー全員がオデッサでの戦死者を悼み敬礼するが、このカットは本来、黒い三連星との戦闘の直後のものであるため、セイラやアムロのモノローグはマチルダにしか言及していない。

### 小説版での活躍
物語の始まりからモビルスーツパイロット候補生としてペガサスに乗り組んでいるアムロやカイ、ハヤトの同期生として登場。パイロット候補生のリーダー的な存在として描かれており、アムロの戦いぶりを目の当たりにしてニュータイプの実在を認識するシーンもある。小説版にガンタンクは存在していないため、カイと共にガンキャノンのパイロットとして活躍するも戦死する。アニメとは違い未帰還であることから戦死と判定された描写があるのみ。

### 『THE ORIGIN』での活躍
漫画『機動戦士ガンダム THE ORIGIN』では人物描写が大分異なっている。階級は軍曹。強面の血気盛んな古参兵で皮肉屋かつ事情通。「戦争屋」とまでは行かないが出撃には異常にこだわり好戦的。ブライトやアムロに当て擦りのようなことを言う場面も多く、言い様も遠慮がない。原作ではホワイトベース内でのモメ事を鎮め、ブライトを陰ながらサポートする役割だったが、ORIGINでは彼自身がブライトの頭痛の種で騒動を起こす側として描かれている。整備兵や衛生兵相手に怒鳴り散らす場面も多い。後述の記載にもある通りルウム戦役に参加。赤い彗星や黒い三連星に精通しており、彼らの実力を肌身に知っている。アムロ、カイ、ハヤトといったホワイトベース隊ではリュウによる一睨みや鉄拳制裁が恐れられており、アムロの脱走に便乗して逃げだそうとしたカイ、ハヤトらは激怒したリュウに追いつかれ、お仕置きされて連れ戻された。また、ハヤトとの関係は柔道における弟子。格闘訓練で小柄なハヤトに投げ飛ばされ、認識を改めると共に弟子入りした。
過去編ではルウム戦役に参加しており、偵察用セイバーフィッシュ「カモノハシ」に搭乗、偵察任務中にレビル艦隊に奇襲をかけようとするジオンのドズル艦隊と遭遇し、本隊に報告するもまともに相手にしてもらえず敵の不意打ちを許す。その後、本隊に帰投しようとするも、着艦しようとした補給艦が撃沈され行く当てもなくさまよっている最中に自機が撃墜されて、宇宙に放り出されるも奇跡的に生還している。またサイド7でもパオロ船長と共に宇宙雷撃艇で、シャアのムサイ「ファルメル」に攻撃をかけるが被弾、パオロ船長はこの際に重傷を負う。
アムロの脱走についてはほとんど信用していない素振りだったが、独房入りしたアムロに単身面会し、反抗的でやけっぱち状態のアムロを冷ややかに諭し、「野生のトラのようなお前を飼い慣らそうとして手酷く反抗されたブライトを許してやれ」という言葉を掛けた。その後、アムロの読み通りランバ・ラルとの白兵戦となりセイラとラルが鉢合わせて互いに動揺している場面に遭遇し、セイラを庇うためラルに致命傷を負わせ自身も被弾し負傷。中立地帯のティフアナで入院となった。お土産（お見舞い品）にキッカが気に入った変なお面を貰って怪訝な顔をしている。戦死場面はブライトが索敵を怠ったことに苛立ち怪我を押してコア・ファイターで霧の中、周辺偵察に出撃、帰還したところでガンダム他MS隊がハモン機に後ろを取られた場面に遭遇、直後にハモン機と空中衝突している。原作での意図的に特攻したのと違い、霧の視界不良による不慮の事故として描写されており、空戦能力に秀で実弾武装したコア・ファイターでわざわざ特攻する必然性が薄い（単にガンダムを誤射せず撃ち落とせば良いだけ）ことも影響している。
良くも悪くも存在感が濃く、愛されるキャラだったため、戦死後のアムロ達の様子については、ブライトやサンマロ、オムルが自責の念を口にする中、号泣するハヤトをアムロが「いつまでもみっともなく泣くな」と殴りつけてケンカになりカイに仲裁されて反省を促されるという、テレビ版と劇場版を合わせたような展開になっている。その後、ジャブローでアムロたちが任官式を受けた際に名誉の戦死による三階級特進で「少尉」となり、原作同様にアムロが騒動を起こす。またアムロがニュータイプ研究の実験で眠らされているときに、悪夢の中で血まみれのリュウに「オレのために泣いてくれたハヤトを何故殴った」と責められるシーンがある。

## 主な搭乗機
- FF-X7 コア・ファイター
- RX-75 ガンタンク
- RX-77-2 ガンキャノン（小説版とTV版11話のみ）
- RX-78-2 ガンダム（劇場版『哀 戦士編』のワンカットのみ）

## その他
- 一部ゲーム作品では、リュウが生存した場合のIFが描かれる傾向にあるようで、『機動戦士ガンダム ギレンの野望 ジオンの系譜』では、エゥーゴに参加する青年になった姿や、『機動戦士ガンダム ギレンの野望 ジオン独立戦争記』では、オリジナルモードで総大将にした場合、エンディングでの恰幅のよい壮年の姿がある。また、『機動戦士ガンダム ガンダムvs.Ζガンダム』でも、宇宙世紀モードにおいて一定の条件を満たすことで、リュウが生存していた場合のオリジナルストーリーが登場する。
- 監督の富野喜幸は放映当時のアニメ誌のインタビューで「リュウの死は『もうこれ以上は殺さない』という意思表示」と語っている（当時すでに「皆殺しのトミノ」の悪名が立っていたため）。実際これ以降にホワイトベースのメインクルーで劇中で戦死したのは、ジャブローで乗船したスレッガー・ロウのみである。
- 富野は当初、リュウを黒人にする事を想定していた[7]。しかし、放送局や広告代理店からクレームが来たため、黒人設定は変更を余儀なくされた[8]。オープニングおよびエンディングでは、肌が他のキャラクターより暗い色で着彩されているほか、安彦良和の初期設定ラフ画でも、黒人設定に沿っているのが判る着彩が為されている[9]。出身国籍はラテンアメリカ系と設定されており、設定図版にはオカリナを奏でている姿もあるが、劇中には活かされなかった。なお、人物などに実写画像を使用したゲーム『GUNDAM 0079 THE WAR FOR EARTH』では、リュウ役に黒人俳優が起用されている。